# Миланов, Борислав (композитор)
Борислав Георгиев Миланов (болг. Борислав Георгиев Миланов) (псевдоним: B-OK) — болгарский композитор и музыкальный продюсер, известный своими работами для Евровидение. Сотрудничал с Александрой Стан.

## Карьера
Борислав Миланов является основателем международного лейбла «Symphonix International» со штаб-квартирой в Вене, Австрия. Он начал работать на Евровидении в 2011 году, когда вместе с Поли Генова, Себастияном Арманом и Дейвидом Броннером написали песню «На инат» для болгарского участия на конкурсе «Евровидение-2011» в Дюссельдорф, Германия. С тех пор он создал многочисленные песни представляющий Болгарии и других стран на Евровидение. Он является сопродюсером болгарского участия в Евровидении в 2017, 2018 и 2020 годах и создатель группы Equinox.

### Песни для Евровидение
Миланов является автором или соавтором следующих песен Евровидения:
- Евровидение-2011: Поли Генова – На инат (Болгария, 12 место в полуфинале)
- Евровидение-2016: Поли Генова – If Love Was a Crime (Болгария, 4 место)
- Евровидение-2017: Яна Бурческа – Dance Alone (Северная Македония, 15 место в полуфинале)
- Евровидение-2017: Тияна Богичевич – In Too Deep (Сербия, 11 место в полуфинале)
- Евровидение-2017: Кристиан Костов – Beautiful Mess (Болгария, 2 место)
- Евровидение-2018: Сезар Сэмпсон – Nobody But You (Австрия, 3 место)
- Евровидение-2018: Equinox – Bones (Болгария, 14 место)
- Евровидение-2019: Чингиз – Truth (Азербайджан, 8 место)
- Евровидение-2019: Микела Паче – Chameleon  (Мальта, 14 место)
- Евровидение-2020: VICTORIA - Tears Getting Sober (Болгария)
- Евровидение-2020: Бен Долич – Violent Thing  (Германия)
- Евровидение-2020: Дестини Чукуньере - All Of My Love (Мальта)

## Награды
Премия «Marcel Bezencon Awards» в категории «Приз композиторов» за песню «Bones» на Евровидение 2018, вместе с Трей Кэмпбелл, Йоаким Перcсон и Даг Ландберг.

## Личная жизнь
Миланов вырос в Болгарии. В 2018 году он женился на певице Тамаре Гатчиладзе, которая представляла Грузию на Евровидение-2017. У обоих есть дочь и они живут в Вене.